# Lawrence Stevens
Lawrence Stevens   (Johannesburg, 25 de febrer de 1913 - Durban, 17 d'agost de 1989) va ser un boxejador sud-africà que va competir durant les dècades de 1920 i 1930.
El 1930 va guanyar una medalla de plata als Jocs de l'Imperi Britànic de Hamilton. Dos anys més tard, als Jocs Olímpics d'Estiu de Los Angeles, guanyà la medalla d'or en la categoria del pes lleuger, en guanyar la final contra el suec Thure Ahlqvist.
Després dels Jocs passà al professionalisme, lluitant gairebé exclusivament a Sud-àfrica, des del desembre de 1932 fins al juliol de 1946, amb un balanç de 39 victòries (20 per KO), 2 derrotes i 1 empat. El gener de 1936 va guanyar el títol de pes lleuger de l'Imperi Britànic i el 1939 el campionat sud-africà del pes wèlter.